# Татяна Микушина
Татяна Николаевна Микушина (англ. Tatyana Mickushina; родена 5.01.1958 г.) е руски обществен деец и писател, основоположник на философско-етично учение, което е насочено към възстановяване нравствеността и морала в обществото.. Автор е на повече от 50 книги. Много от тях са преведени на английски, немски, португалски, български, латвийски, литовски, арменски, турски и други езици.

## Биография
Родена е в град Омск, Русия (тогава СССР). През 1980 г. завършва Политехническия институт, а след това работи в специалния инженерен отдел за разработване на космически прибори като инженер-конструктор. След разпадането на СССР започва работа като главен счетоводител в малка компания. Била е лидер на значими обществени структури за защита на околната среда в Омск, сред които „Зеленый Город“. В началото на 90-те години се кандидатира в общинския и регионален Съвет на народните депутати в Омск, но не е избрана. От 2001 г. е президент на Духовно-просветителски център „Сириус“.
През 2014 г. основава международното обществено движение „За нравственост!“ с клонове в България, Латвия, Турция, Беларус и други. През 2016 г. участва в разработването на „Национална идея на Русия“, а година по-късно – в създаването на едноименно обществено движение.

## Философско-етично учение
Първият ѝ труд „Доброто и Злото. Личен прочит на Тайната Доктрина на Елена Блаватска“, написан през 2004 г., е посветен на сложната тема за Луцифер и падението на ангелите. Книгата е призната от Теософските общества в Англия и Германия.

От 2004 г. до момента Татяна написва повече от 50 книги, в които се съдържа цялостно философско-етично учение. То е представено под формата на кратки беседи, написани от лицето на различни Учители на човечеството, велики мислители и философи, основатели на религии. Учението е публикувано в поредицата книги „Слово на Мъдростта“.

Творчеството на Татяна Микушина засяга основни философски дялове и дисциплини като онтология, гносеология и етика. В своите трудове Татяна въвежда концепцията за базови закони, съгласно които нашият свят е устроен и се развива. Приоритетен сред тези закони е Нравственият закон. Други важни за духовната еволюция на човека закони, според автора, са Законът на кармата и Законът за прераждането, по-известни в източната традиция. В литературните си трудове Татяна засяга епистемологичните проблеми и темата за съзнанието. Онтологичните аспекти са заложени в идеите за структурата на Вселената, единството и взаимосвързаността на човека и околния свят. Трябва да се отбележи, че тези идеи имат общо с идеите на философите-космисти от началото на XX век К. Е. Циолковски, В. И. Вернадски и други учени. По този начин творчеството на Микушина може да бъде отнесено към течението на субективния реализъм.

Особено място в нейното творчеството заемат трудове ѝ за Русия. Книгите от серията „За Русия“ са номинирани за обществени награди през 2016 г. През 2017 г. ръководеният от Татяна Микушина издателски дом „Сириус“ заема първо място сред най-големите сибирски регионални издателства като печели наградата „Лидер отрасли“, а самата тя е наградена с ордена „Руска Земя“ за цялостен принос в духовно-нравственото възраждане на Русия.

Трудовете на Татяна Микушина дават резонанс в различни научни кръгове. Някои от нейните творби са оценени от представители на педагогиката, философията, физиката, математиката, биологията, техническите науки, както и публични личности. На базата нейните трудове през 2017 г. излиза от печат учебно пособие за ученици от 7 до 8 клас.

## Книги на български език
- „Сутри от Древното Учение“ / Т.Н. Микушина, Варна: изд. „Данграфик“, 2012 г. – 226 стр.
- „Доброто и Злото“ / Т.Н. Микушина, Варна: изд. „Данграфик“, 2012 г. – 160 стр.
- „Беседи за Закона за кармата“ / Т.Н. Микушина, Варна: изд. „Данграфик“, 2014 г. – 192 стр.
- „Ключове към свободата“ / Т.Н. Микушина, Варна: изд. „Данграфик“, 2014 г. – 256 стр.
- „Сен Жермен“ / Т.Н. Микушина, Варна: изд. „Данграфик“, 2014 г. – 112 стр.
- „Иисус“ / Т.Н. Микушина, Варна: изд. „Данграфик“, 2014 г. – 222 стр.
- Четиритомник „Слово на Мъдростта“ / Т.Н. Микушина. Варна: изд. „Данграфик“, 2016 г. – 1530 стр.
- „Розарии на Майка Мария“ / Т.Н. Микушина, Варна: изд. „Данграфик“, 2016 г. – 200 стр.
- „За Любовта и сексуалната енергия“ / Т.Н. Микушина, София: Сдружение „Път към Новия свят“, 2017 г. – 120 стр.
- „Тайните на музиката“ / авт.-съст. Т.Н. Микушина, Е. Ю. Илина, София: Сдружение „Път към Новия свят“, 2017 г. – 112 стр.
- „Санат Кумара“ / Т.Н. Микушина, София: Сдружение „Път към Новия свят“, 2018 г. – 448 стр.
- „За Йога и Медитацията“ / Т.Н. Микушина, София: Сдружение „Път към Новия свят“, 2018 г. – 96 стр.
- „Император Николай II. Пътят на кръста“ / Т.Н. Микушина, София: Сдружение „Път към Новия свят“, 2018 г. – 176 стр.
- „Кутхуми“ / Т.Н. Микушина, София: Сдружение „Път към Новия свят“, 2018 г. – 336 стр.
- „Мория“ / Т.Н. Микушина, София: Сдружение „Път към Новия свят“, 2019 г. – 416 стр.
- „Как да се избягват катаклизмите“ / Т.Н. Микушина. Варна: изд. „Данграфик“, 2016 г. – 280 стр.

## Пълна библиография
- Добро и Зло. Частное прочтение „Тайной Доктрины“ Е. П. Блаватской ("Добро и Зло. Частен прочит на „Тайната Доктрина“ на Е. Блаватска) (2005, 2008)
- Слово Мудрости. Послания Владык через Т. Н. Микушину. Книги с 1 по 21 (поредица „Слово на Мъдростта“ от 1 до 21 книги) (2005. – 2013)
- Слово Мудрости. Послания Владык. В 3 т. (Тритомник „Слово на Мъдростта“) (2011)
- Внутренний Путь ("Вътрешният Път) (2010)
- Восхождение („Изкачване“) (2011)
- Путь Посвящений („Пътят на Посвещенията“) (2011)
- Розарий Нового Дня. Книги с 1 по 3 („Розарий на Новия Ден“ от 1 до 3) (2008)
- Розарий Матери Марии (Розарии на Майка Мария) (2010)
- Духовная миссия России. Послания Владык через Т. Н. Микушину. („Духовната мисия на Русия“) (2011)
- Благословенная Россия. Пророчества о России / Т. Н. Микушина, В.И. Полян, Е.Ю. Ильина. (2011)
- Покаяние спасёт Россию / авт-сост. Т.Н. Микушина, Е.Ю. Илина, О.А. Иванова. („Покаянието ще спаси русия“) (2012)
- Вы любите, значит, вы живы! Послания Владык через Т. Н. Микушину. / Серия „Послания Владык“ („Вие обичате, значи сте живи“) (2012)
- Сутры Древнего Учения. Послания Владык через Т. Н. Микушину. / Серия „Послания Владык“ („Сутри от Древнот Учение“) (2012)
- Как избежать катаклизмов. Послания Владык через Т. Н. Микушину. / Серия „Послания Владык“ („Как да се избегнат катаклизмите“) (2012)
- Эль Мория. Трансмутация кармы. Изменение сознания. Путь посвящений („Ел Мория. Трансмутация на кармата. Изменение на съзнанието. Пътят на Позвещенията“) (2007)
- Кутхуми. Истинный учитель. Кармические проблемы. Гармония и покой. / Серия „Владыки Мудрости“ („Кутхуми. Истинският Учител. Кармични проблеми. Хармония и покой“) (2006)
- Сен-Жермен / Серия „Владыки Мудрости“ („Сен Жермен“) (2013)
- Кутхуми / Серия „Владыки Мудрости“ („Кутхуми“) (2013)
- Мать Мария. / Серия „Владыки Мудрости“ („Майка Мария“) (2013)
- Майтрейя. / Т. Н. Микушина. Серия „Владыки Мудрости“ („Майтрея“) (2013)
- Добро и зло. Послания Владык Мудрости („Добро и Зло“) (2013)
- Шива / Серия „Владыки Мудрости“ („Шива“) (2014)
- Иисус / Серия „Владыки Мудрости“ („Иисус“) (2014)
- Мория / Серия „Владыки Мудрости“ („Мория“) (2015)
- Санат Кумара / Серия „Владыки Мудрости“ („Санат Кумара“) (2015)
- Гаутама Будда / Серия „Владыки Мудрости“ („Гаутама Будда“) (2015)
- Афина Паллада / Серия „Владыки Мудрости“ („Атина Палада“) (2016)
- О здоровье, счастье, труде и деньгах / Серия „Послания Владык“ („За здравето, щастието, труда и парите“) (2016)
- О ненасилии / Серия „Послания Владык“ („За ненасилието“) (2016)
- Сокровища божественной мудрости / Серия „Послания Владык“ („Съкровища на Божествената Мъдрост“) (2016)
- Розарии Матери Марии („Розарии на Майка Мария“) (2016)
- Беседы о Законе Кармы („Беседи за Закона за Кармата“) (2016)
- О Любви и сексуальной энергии („За Любовта и сексуалната енергия“) (2016)
- Для России с Любовью („За Русия с любов“) (2016)
- Учения о Боге, душе и ненасилии („Учение за Бога, душата и ненасилието“) (2015)
- Учение об изменении сознания (Учение за изменение на съзнанието") (2015)
- Слово Мудрости. Послания 2015 – 2016. („Слово на Мъдростта“. Послания 2015 – 2016) (2017)
- Секреты Музыки. / авт-сост. Т.Н. Микушина, Е.Ю. Илина („Тайните на музиката“) (2016)
- Учения Будд и Бодхисаттв. Послания Владык. / Т.Н. Микушина. („Учение на Будите и Бодхиставите“) (2017)
- Император Николай II. Крестный путь / авт-сост. Т.Н. Микушина, Е.Ю. Илина, О.А. Иванова. („Император Николай II. Пътят на кръста“) (2016)
- Книга мудрости. Послания Владык / Т.Н. Микушина. („Книга на Мъдростта“) (2017)
- Книга мудрости. Избранное / Т.Н. Микушина. („Книга на Мъдростта. Избрано“) (2018)
- Царская семья. Возвращение / Т.Н. Микушина, О.А. Иванова. (2018)
- Добро и зло / Т.Н. Микушина, О.А. Иванова. („Доброто и злото“) (2018)
- Кратки Розарии / Т.Н. Микушина. („Кратки Розарии“) (2019)